# Kurt Andersson (idrottare)
Kurt Irving Andersson, född 24 april 1939 i Malmberget, är en svensk före detta fotbollsspelare, som spelade fotboll i bland annat AIK och Udinese. Andersson gjorde allsvensk debut säsongen 1957/1958, och spelade då 25 matcher och gjorde 12 mål. Totalt spelade han 128 matcher och gjorde 45 mål för AIK. Han spelade också både bandy och ishockey (fem landskamper 1958–1960), men endast på juniornivå.

## Klubbar
Som junior
- Spånga IS (1946–1953)
- Bällsta IK (1954–1957)

Som senior
- AIK (1957–1961)
- Udinese Calcio (1961–1964)
- Varese FC (1964–1966)
- AIK (1968–1971)
- Ekerö IK (1972–1973)
- IK Bele (1974–1977)
- Bromstens IK (1978–1981)
- FC Kedjan (1982–1983)
- Söderhöjden/Vasa (1984–1986)
- Ekerö IK (1987–1988)